# Hôpital Saint-Antoine
L'Hôpital Saint-Antoine és un hospital universitari de l'Assistance Publique - Hôpitaux de Paris (AP-HP) situat al districte 12 de París al 184, rue du Faubourg-Saint-Antoine. Forma part del grup hospital-universitat AP-HP–Universitat Sorbona.
Durant la pandèmia de la COVID-19, l'hospital de Saint-Antoine va participar en la investigació terapèutica, en particular l'estudi clínic Corimuno-plasm (teràpia amb plasma), amb l'equip de Karine Lacombe.